# Хенкель, Хайке
Ха́йке Хе́нкель (нем. Heike Henkel; при рождении Хайке Редецки; род. 5 мая 1964 года, Киль, Шлезвиг-Гольштейн, ФРГ) — немецкая легкоатлетка, которая специализировалась в прыжках в высоту. Олимпийская чемпионка 1992 года, чемпионка мира 1991 года, чемпионка мира 1991 года в помещении, чемпионка Европы 1990 года, двукратная чемпионка Европы в помещении (1990 и 1992).
Лучшая легкоатлетка мира по версии IAAF в 1992 году и лучшая легкоатлетка 1991 года по версии журнала Track & Field News. 20 раз выигрывала чемпионат Германии.
Была замужем за пловцом Райнером Хенкелем, но потом они развелись. В настоящее время замужем за бывшим десятиборцем Паулем Майером.
Личный рекорд в помещении — 207 см — WR*, на стадионе — 205 см.
На Олимпийских играх 1992 года Хенкель была основным фаворитом, являясь к тому моменту действующей чемпионкой мира и Европы как на открытом воздухе, так и в помещении. В финале 8 августа на Олимпийском стадионе Хайке неожиданно испытала проблемы на высоте 197 см, взяв её только с третьей попытки. Однако затем немка с первой попытки брала 200 см и 202 см. Кроме Хенкель никто не взял высоту 202 см. Рекордсменка мира Стефка Костадинова осталась только четвёртой с результатом 194 см.